# Telerščina
Telerščina (izvirno angleško Telerin) je umetni jezik angleškega pisatelja in jezikoslovca Johna Ronalda Reuela Tolkiena.